# Miguel Ximénez (pittore)
Miguel Miguel Ximénez (Pareja, ... – ...; fl. 1462-1505) è stato un pittore spagnolo,  in stile gotico di scuola ispano-fiamminga.

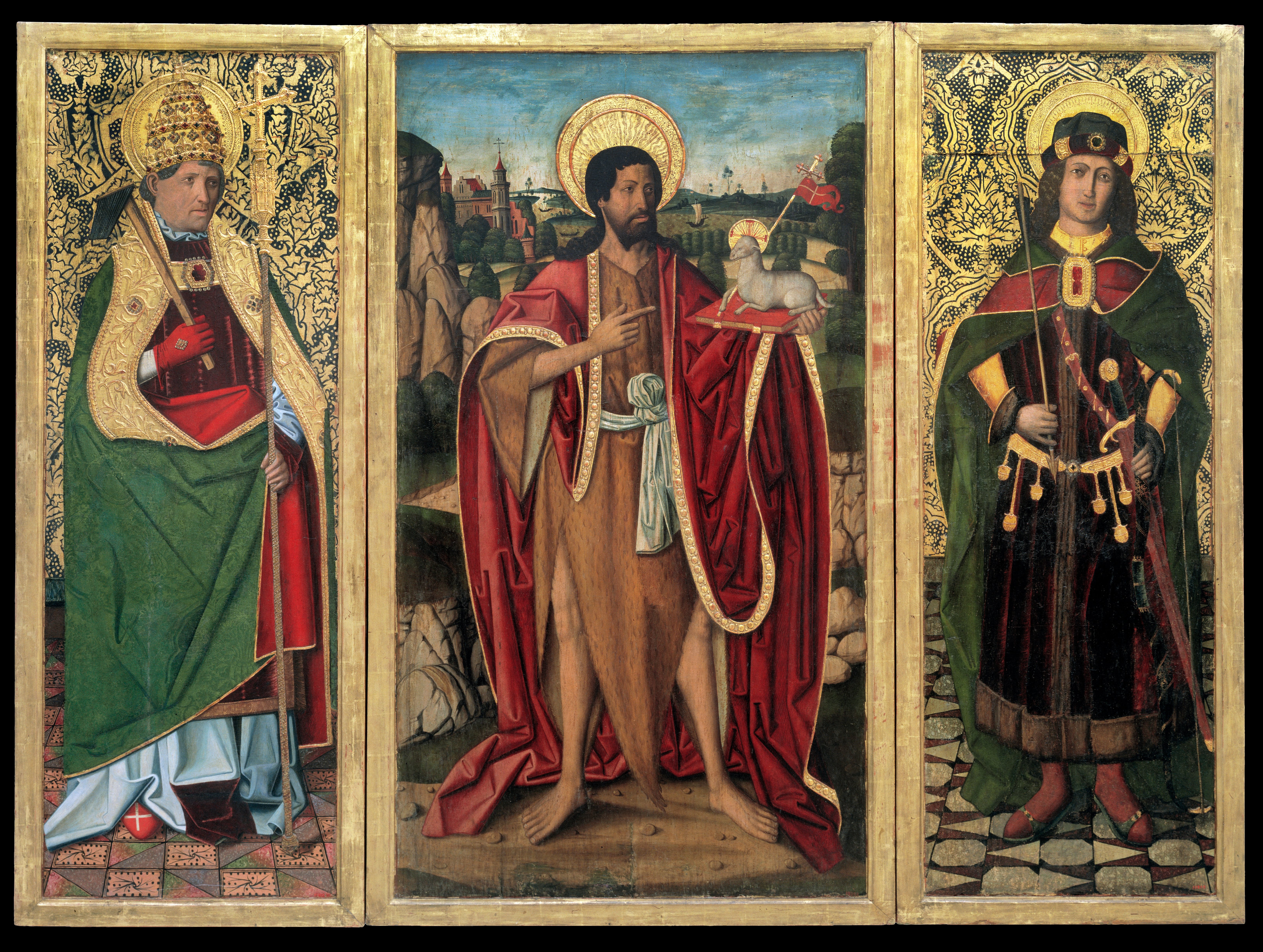
Pala d'altare di San Giovanni Battista, Fabiano e Sebastiano, 1494.

Fu attivo nel Regno d'Aragona, dove è documentato tra il 1462 e il 1505. Stabilitosi a Saragozza, lavorò spesso in collaborazione con altri artisti come Martín Bernat, con il quale fu associato tra il 1482 e il 1487.
Nella sua opera si possono notare influenze di Bartolomé Bermejo , seppur interpretate in modo lineare, tendenti a formule schematiche nei volti e nella piegatura delle tele. Fu nominato pittore dal re Ferdinando II d'Aragona l'11 maggio 1484.

## Opere
- Pale della Pietà, con i santi Michele Arcangelo e Caterina d'Alessandria (1475-1485), destinata alla chiesa di Santa María de Ejea de los Caballeros (Saragozza). Smembrato all'inizio del XX secolo, il Museo del Prado conserva la predella, dove si trovano la firma dell'artista e le formelle laterali dedicate ai santi titolari.
- Pala della Santa Croce (1481-1487) per la chiesa parrocchiale di Blesa (Teruel), in collaborazione con Martín Bernat, Museo di Saragozza.
- Pala d'altare di San Giovanni Battista, Fabiano e Sebastiano (1494) dipinta per il monastero di Sigena, attualmente al Museo nazionale d'arte della Catalogna.
- Pala d'altare di San Martino di Tours, santi Giovanni Evangelista e Caterina d'Alessandria, Museo di Saragozza.
- Pala di Tamarite de Litera (1500-1503). Scomparso durante la guerra civile. Solo la tavola di San Michele è conservata nel Philadelphia Museum of Art, sicuramente dipinta dal figlio Juan.